# Bossa Nova da União Democrática Nacional
A Bossa Nova da UDN foi uma organização política brasileira de orientação nacionalista, criada em 1960, que atuou como tendência da União Democrática Nacional. Apoiou as reformas promovidas pelos governos de Jânio Quadros e João Goulart, divergindo da linha conservadora majoritária do partido.

## História
Foi fundada em 1960 pelos deputados federais José Sarney e Clóvis Ferro Costa, que apresentaram o manifesto do movimento ao diretório nacional da UDN em fevereiro. Na convenção nacional do partido de 1961, apresentou-se como uma linha de centro-esquerda, inspirada no programa de desenvolvimento com justiça social da doutrina social da Igreja, entrando em divergência com a ala mais radical denominada banda de música, liderada pelo governador Carlos Lacerda, que acusava a Bossa Nova de ser uma ala comunista disfarçada, e de serem adesistas e oportunistas.
Deputados da Bossa Nova integraram a Frente Parlamentar Nacionalista, que apoiava as reformas de base de João Goulart, e era formada também por parlamentares da Ala Moça do PSD, do Grupo Compacto do PTB e da ala progressista do Partido Democrata Cristão. Na convenção nacional da UDN de 1963, defendeu as reformas agrária, tributária e urbana, a política externa independente, ao Plano Trienal, o monopólio estatal do petróleo, a Eletrobras e a democratização do ensino.
Com a aproximação da eleição presidencial de 1965, articulou a candidatura de Magalhães Pinto à presidência, enquanto a banda de música articulou lançar Carlos Lacerda, sendo este último homologado pela convenção nacional do partido. Após o golpe militar de 1964 e a dissolução dos partidos políticos, os antigos membros da Bossa Nova se dividiram entre opositores e apoiadores do regime. Na oposição, estavam nomes como Clóvis Ferro Costa, João Seixas Dória e José Aparecido de Oliveira, enquanto José Sarney, Magalhães Pinto e Petrônio Portella apoiaram os governos militares e ocuparam cargos importantes nesse período.